# Petersburg (Texas)
Petersburg è un comune (city) degli Stati Uniti d'America della contea di Hale nello Stato del Texas. La popolazione era di 1.202 abitanti al censimento del 2010.

## Geografia fisica
Secondo lo United States Census Bureau, la città ha una superficie totale di 2,1 km², dei quali 2,1 km² di territorio e 0 km² di acque interne (0% del totale).
Si trova 27 miglia (43 km) a sud di Plainview, il capoluogo della contea, e 31 miglia (50 km) a nord-est di Lubbock.

## Società

### Evoluzione demografica
Secondo il censimento del 2010, la popolazione era di 1.202 abitanti.

### Etnie e minoranze straniere
Secondo il censimento del 2010, la composizione etnica della città era formata dal 69,8% di bianchi, il 2,41% di afroamericani, l'1,5% di nativi americani, lo 0,17% di asiatici, lo 0% di oceanici, il 24,04% di altre razze, e il 2,08% di due o più etnie. Ispanici o latinos di qualunque razza erano il 65,81% della popolazione.